# Surulere (Oyo)
Surulere è una delle trentatré aree a governo locale (local government areas) in cui è suddiviso lo stato di Oyo, nella Repubblica Federale della Nigeria.
Si estende su una superficie 23 km² e conta una popolazione di 142.070  abitanti.